# Roser Serra Carandell
Maria Roser Serra Carandell (Barcelona, 30 d'agost de 1971) és una exportera de futbol catalana.
Començà a practicar el futbol als catorze anys i jugà al Futbol Club Barcelona –llavors anomenat Club Femení Barcelona– entre 1991 i 1995. Amb el club blaugrana guanyà el primer títol oficial de la secció, la Copa de la Reina de 1994. També jugà a la Lliga anglesa a l'Arsenal WFC (1995-97) i la temporada 1998-99 tornà al club blaugrana, on es retirà amb esportivament amb vint-i-vuit anys. Fou internacional amb la selecció espanyola en trenta ocasions entre 1990 i 1997. Destacà la seva actuació en el partit de tornada contra Anglaterra que donà la classificació a la selecció estatal per participar en l'Eurocopa de 1997, on aconseguí la medalla de bronze.
Posteriorment, ha sigut crítica per la invisibilitat del futbol femení a Espanya durant la dècada del 1990 i pel tracte abusiu i humiliant del llavors del seleccionador estatal, Ignacio Quereda.